# Claes Armfelt
Claes Armfelt, född 19 december 1706, död 1 april 1769 i Friggesby Högbacka, Kyrkslätt, var en finländsvensk friherre och militär.

## Karriär
Armfelt anmälde sig som frivillig till Nylands infanteriregemente år 1721. Han befordrades till fänrik år 1728, till löjtnant 1732, till regementskvartermästare 1745, till kapten 1747, till major 1755 och till överstelöjtnant år 1765. Armfelt deltog i hattarnas ryska krig, som utkämpades mellan Sverige och Ryssland. Armfelt ägde en herrgård i Sarvsalö i Pernå, som tidigare var i hans fars ägo.

## Familj
Armfelts var son till infanterigeneralen, friherre Carl Gustaf Armfelt den äldre och Lovisa Aminoff. Han gifte sig i Pernå 1748 med  Hedvig Christina Aminoff (1728–1751). Hon var dotter till generallöjtnanten Hindrich Johan Aminoff. Makarna fick tre barn: lagmannen Carl Henrik Armfelt (1749–1805), Lovisa Charlotta Armfelt (1750–1821), som var gift med kapten Berndt Jonas Aminoff, och Claes Gustaf Armfelt (1751–1751). Hustrun avled i barnsäng och begravdes i Pernå kyrka.

## Utmärkelser
Riddare av Svärdsorden (1748)